# Počenice-Tetětice
Počenice-Tetětice é uma comuna checa localizada na região de Zlín, distrito de Kroměříž.